# Столовое имение
Столо́вое име́ние (пол. dobra stołowe) — в Речи Посполитой, переданное в личную собственность монарха государственное имение, обеспечивающее доходом королевский престол. Позже столовые имения были переименованы в «экономии». По-русски также употребляется термин «королевские имения».
Например, на коронационном сейме 1588 года для обеспечения короля и великого князя Сигизмунда III Вазы были учреждены следующие столовые имения (экономии): Олитская, Берестейская, Гродненская, Каменецкая, Кобринская, Могилёвская, Шавельская.
В Великом княжестве Литовском окончательное разделение между королевской и государственной собственностью произошло в 1589 году по «Ординации королевских имений».